# Temple City
Temple City est une municipalité située dans le comté de Los Angeles, dans l'État de Californie, aux États-Unis. Au recensement de 2010, sa population était de 35 558 habitants.

## Démographie
Il y avait en 2000 11 338 ménages dont 36,5 % avaient un enfant mineur vivant avec eux, 56,8 % de couples mariés et 14,3 % de femmes seules. 19,7 %  de tous les ménages étaient faits de personnes seules et 7,9 % des ménages étaient faits de personnes de plus de 65 ans vivant seules. La taille moyenne d'un ménage était de 2.9 personnes et la taille moyenne d'une famille de 3.33 personnes.
Lors du recensement de 2000, 24 % de la population avait 18 ans ou moins, 8,1 % de la population entre 18 et 24 ans, 28,9 % avaient entre 25 et 44 ans, 25,1 % avaient entre 45 et 64 ans et enfin, 14 % de la population avait plus de 65 ans. L'âge moyen était de 39 ans, il y avait pour 100 personnes de sexe féminin 90.7 personnes de sexe masculin et pour 100 femmes de plus de 18 ans 85,7 hommes de plus de 18 ans. Le revenu moyen annuel était de 48 722 $ pour un ménage et de 54 455 $ pour une famille. Le revenu par tête était de 20 267 $. Environ 7,2 % des familles et 9,3 % de la population étaient en dessous du seuil de pauvreté dont 11,2 % de mineurs et 6,2 % de personnes de plus de 65 ans.
| Groupe            | Temple_City | Californie | États-Unis |
| ----------------- | ----------- | ---------- | ---------- |
| Asiatiques        | 55,7        | 13,1       | 4,8        |
| Blancs            | 33,6        | 57,6       | 72,4       |
| Autres            | 6,5         | 17,0       | 6,2        |
| Métis             | 2,9         | 4,9        | 2,9        |
| Afro-Américains   | 0,8         | 6,2        | 12,6       |
| Amérindiens       | 0,4         | 1,0        | 0,9        |
| Océaniens         | 0,1         | 0,4        | 0,2        |
| Total             | 100         | 100        | 100        |
|                   |             |            |            |
| Latino-Américains | 19,3        | 37,6       | 16,7       |

| 1960   | 1970   | 1980   | 1990   | 2000   | 2010   |
| ------ | ------ | ------ | ------ | ------ | ------ |
| 31 838 | 31 034 | 28 972 | 31 100 | 33 377 | 35 558 |

## Jumelages
Magdalena de Kino (Mexique) depuis 1964
 Hawkesbury (Australie) depuis 1984

## Situation politique
Selon la Législature de l'État de Californie la ville de Temple City est située dans le 21e district du Sénat et est représentée par le démocrate Jack Scott ainsi que dans le 44e district de l'Assemblée d'État de Californie où elle est représentée par le démocrate Anthony J. Portantino. Au niveau fédéral, Temple City est située dans le 29e district de Californie et est représentée par le démocrate Adam Schiff.

## Vie culturelle

### Festivals
Le Festival du Camellia de Temple City (Temple City Camellia Festival), du nom de la fleur de Camellia, symbole de la ville, se tient en février et commence par une grande parade le long de l'artère principale de Las Tunas Drive. Un autre festival, le Saint Luke's Festival se tient dans l'église catholique Saint Luke en avril.

### Écoles
Il y a six écoles dans la ville de Temple City: quatre écoles primaires (primary school), un collège (middle school) et un lycée (high school). À l'est sont situées les écoles de LaRosa et la Cloverly Elementary School. L'école la plus centrale est la Longden Elementary School alors qu'à l'ouest se situent l'Emperor Elementary School, le collège (Oak Avenue Middle School) et le lycée (Temple City High School).
Le conseil pour l'éducation de Temple City décrit son district scolaire comme « Un district d'écoles distinguées » car les écoles du district de Temple City ont été distinguées par l'État de Californie, ce qui signifie que ces écoles ont été reconnues grâce à un taux de réussite aux examens important et un faible taux de problèmes de comportement. Enfin, l'école de Clensiton Elementary, même si elle est physiquement située à Temple City, fait partie du district scolaire d'El Monte.